# Jesús Capitán
Capi, właśc. Jesús Capitán Prado (ur. 23 marca 1977 w Sewilli) – piłkarz hiszpański grający na pozycji ofensywnego pomocnika.

## Kariera klubowa
Capi urodził się na przedmieściach Sewilli, a karierę piłkarską rozpoczął w tamtejszym Betisie. W 1995 roku zaczął grać w rezerwach tego klubu w rozgrywkach Segunda División B. Był podstawowym graczem rezerw Betisu, a w 1996 roku znalazł się w kadrze pierwszej drużyny. 26 maja 1997 zadebiutował w Primera Division w zremisowanym 1:1 wyjazdowym spotkaniu z Valencią, ale w sumie na wiosnę rozegrał tylko 2 mecze i latem 1997 ponownie trafił do rezerw. Tam grał do 1999 roku i wtedy też został wypożyczony do Granady i nadal występował w Segunda División B.
W 2000 roku wrócił do Betisu, a ówczesny szkoleniowiec zespołu Fernando Vázquez Pena przywrócił go do składu pierwszej drużyny. Od tego czasu Capi stał się członkiem wyjściowej jedenastki Betisu, a na koniec sezonu 2000/2001 awansował do Primera Division. 15 września 2001 zdobył pierwszego gola w La Liga, w wygranym 3:1 spotkaniu z Realem Madryt. W 2005 roku zajął z Betisem 4. miejsce w lidze, ale największym sukcesem było wywalczenie Pucharu Hiszpanii (2:1 w finale z Osasuną). Jesienią tamtego roku wystąpił z Betisem w fazie grupowej Ligi Mistrzów. W kolejnych sezonach zajmował klubem z Sewilli miejsca w środku tabeli.
Latem 2010 Capi odszedł do Xerez CD. Dla Betisu rozegrał łącznie 269 ligowych pojedynków.
| Sezon   | Klub       | Kraj      | Rozgrywki          | Mecze | Bramki |
| ------- | ---------- | --------- | ------------------ | ----- | ------ |
| 1995/96 | Betis B    | Hiszpania | Segunda División B | 30    | 1      |
| 1996/97 | Betis B    | Hiszpania | Segunda División B | 31    | 4      |
| 1996/97 | Betis B    | Hiszpania | Primera División   | 2     | 0      |
| 1997/98 | Betis B    | Hiszpania | Segunda División B | 30    | 2      |
| 1998/99 | Betis B    | Hiszpania | Segunda División B | 36    | 0      |
| 1999/00 | Granada CF | Hiszpania | Segunda División B | 33    | 4      |
| 2000/01 | Real Betis | Hiszpania | Segunda División   | 34    | 2      |
| 2001/02 | Real Betis | Hiszpania | Primera División   | 36    | 3      |
| 2002/03 | Real Betis | Hiszpania | Primera División   | 33    | 5      |
| 2003/04 | Real Betis | Hiszpania | Primera División   | 24    | 2      |
| 2004/05 | Real Betis | Hiszpania | Primera División   | 11    | 0      |
| 2005/06 | Real Betis | Hiszpania | Primera División   | 21    | 1      |
| 2006/07 | Real Betis | Hiszpania | Primera División   | 29    | 2      |
| 2007/08 | Real Betis | Hiszpania | Primera División   | 27    | 2      |
| 2008/09 | Real Betis | Hiszpania | Primera División   | 26    | 1      |
| 2009/10 | Real Betis | Hiszpania | Segunda División   | 26    | 1      |
| 2010/11 | Xerez CD   | Hiszpania | Segunda División   |       |        |

## Kariera reprezentacyjna
W reprezentacji Hiszpanii Capi zadebiutował 27 marca 2002 roku w przegranym 0:1 towarzyskim spotkaniu z Holandią. W kadrze narodowej rozegrał łącznie 4 spotkania, wszystkie w 2002 roku.